# Fernando Bustamante (músico)
Fernando Bustamante (25 de septiembre de 1915, Buenos Aires, Argentina – 4 de mayo de 1979, Buenos Aires, Argentina) fue el seudónimo de Fernando José Carlos María Bustamante, pianista, compositor y arreglista argentino.

## Biografía
Bustamante nació en el barrio porteño de Barracas (Buenos Aires), era hijo de Eduardo Bustamante y Carmen Ferreño y tercero de cinco hermanos.
Al tiempo de nacido la familia se muda al barrio de Villa Luro donde residió gran parte de su vida.
Desde pequeño fue amante de la música, con cualquier elemento creaba sonidos, utilizaba palillos reproduciendo ritmos variados en cualquier superficie que encontraba. Enamorado de la música clásica escuchaba en sus discos de vinilo que coleccionaba, las obras de Beethoven, Mozart, Chopin, Chaikovski, Manuel de Falla, Niccolò Paganini.
Su padre al ver los pre como uno de sus propias raíces. En una entrevista en Asunción del Paraguay le cuenta al periodista: ”Al trabajar con Félix Pérez Cardozo, Emigdio Ayala Báez, Martín Leguizamón, Santiago Cortesi, aprendí a amar y a sentir la música paraguaya  y las veces que abrazo a un paraguayo, me parece abrazarlos a todos ellos”.
Era un perfeccionista en cada tema musical que los interpretaba con carácter y delicadeza al mismo tiempo. Las danzas argentinas se hacían fáciles de bailar con la interpretación de Bustamante. Decían los bailarines: “ Bailar cuando toca Bustamante es vivir una  coreografía, la aprendes sin dificultades, marca cada vuelta, giro, zapateo haciéndote sentir la magia de la danza”. Se muda al barrio de Villa Devoto, en las calles Sanabria y Pedro Morán. Al tiempo se muda nuevamente a su última residencia en Villa del Parque, en Baigorria y Helguera.
En 1973 se aleja durante un año de su vida artística disolviendo su conjunto. En 1974 crea otro conjunto folclórico con el trío Prieto-Medina-Espinosa. Bustamante siempre se destacó por su compañerismo en los grupos musicales que formó. Los principios cooperativistas  de ayuda mutua para la solución de problemas y el esfuerzo propio serían las premisas, entre otras, que tuvo en cuenta para que sus compañeros de trabajo recibieran la misma coparticipación en su trabajo artístico. "Uno para todos y todos para uno." era su lema.
Siempre amigo de sus amigos, pianista prodigioso, respetado y querido. Fue un agradecido de la vida y de todo lo que había aprendido de su paso por ella. Ese hombre rubio, de tez blanca, ojos verdes, mirada tierna y de pocas palabras,  supo que no era necesario hablar tanto cuando podía transformar sus silencios en música.
En 1977 enferma de cáncer. Ni en los momentos más difíciles de su vida dejó de componer e interpretar todo aquello que le gustaba, poniendo  siempre su destacado estilo personal. El 3 de abril de 1979 tocó por última vez su piano, regalándole a su mujer y a una querida amiga del matrimonio la Sra. Blanco un viaje imaginario por España se deleitó interpretando por una hora  jota, sardana, sevillanas y la composición que tantas satisfacciones le trajo: la galopa "Misionera". A la una de la madrugada del 4 de abril de 1979 muere a los 63 años.
Manuel Abrodos uno de los oradores en su entierro dijo:"Fernando era un niño grande que siempre se asombraba de todo, hasta de su propio arte; fue un gran hombre, un gran amigo, un gran músico, un gran compositor”.

## Actuaciones
Fernando Bustamante realizó un gran cantidad de actuaciones en diferentes confiterías, boites, clubes, cines, teatros y peñas folclóricas. Algunas de las cuales se indican a continuación:
- Ideal
- Mi Refugio
- La Querencia
- El Tronío
- Achalay
- Negresco
- Cabildo
- Adlon
- Trocadero
- Pigmaleón
- El Farolito
- Picadilli

RADIOS
- Prieto
- El Mundo
- Belgrano
- Argentina
- Excelsior
- Mitre
- Cuyo (provincia de Mendoza)
- Venado Tuerto (provincia de Santa Fe)

TEATROS
- Opera
- Cervantes
- Palace Rivadavia
- San Martín (floresta)

TELEVISIÓN
- Canal 7
- Canal 9

## Composiciones Musicales
- Misionera – galopa
- Montaraz – galopa
- Laberinto – galopa
- Gotas de agua  - galopa
- Melodía para mis hijas – galopa
- Madre india - galopa
- Arroyito – zamba
- Recuerdo de zamba – zamba
- Cuando estemos juntos – zamba
- El monogasteño- zamba
- La de la adiós- zamba
- Tregua y amargura –zamba
- Me apena tu ingratitud -  zamba
- Eterna enamorada- zamba
- Viva la hermandad- zamba
- Una lágrima en tus ojos- zamba
- Viva mi argentina- zamba
- Bilecito pa vos -  bailecito
- El barcino - gato
- Don Fernando PL.  – gato
- La ruede de Lepre – gato
- El consejero  -  gato
- Zahareña  -  chacarera
- Farra cuyana -  cueca
- Mi terruño Sanjuanino – cueca
- No esperes mañana  - vals
- Volviendo el pensamiento – vals
- Guainita- guarania
- Ave sin nido – guarania
- Pulpería- milonga
- El desafío – milonga
- La mariposita  (coreografía y música) junto a Arnaldo Miranda)
- Cuero de potro – huella

## A Destacar
Misionera fue una de las obras musicales que ha recorrido el mundo. Fernando Bustamante se inspiró en la vida sacrificada del Mensú. Misionera  es un canto al hombre y la libertad.
Fue interpretada por:
- Waldo de los Ríos única grabación con piano y orquesta, y grabada en su L P Concierto para las catorce provincias,
- Rubén Durán L P Rapsodia Argentina  también interpretada en piano,
- Facundo Díaz Y Sus Amigos – El Carnavalito: Viva Jujuy piano
- Ricardo González  L P  “Arpa Maravillosa”,
- Jorge Morel “The Very Best of Jorge Morel “y “Jorge Morel Y Su Guitarra – La Malagueña
- Douglas Niedt  CD   “Pure Magic”,
- Ian Krouse – Guitar Recital: Jason Vieaux
- Hugo Pamcos Y Su Arpa – Folk Music & Harps - Paraguay
- Eralio Gill “The art of the Paraguayan  Harp” álbum y  Various Artists – World Music Sampler
- José Antonio López  álbum “A una sola gui
- Megerdich Mikayelian – Guitar Recital
- Aníbal Arias Y Antonio Príncipe – Querido Chamamé
- Alderete Ignacio – L'art de la harpe du Paraguay
- Coral de Arpa latina – Arpa
- Various Artists – Best of Latin America : La Colegiala
- Ricardo Ortiz – Hello Paraguay
- Andanzas ( guitarra y tap)
- Gabriel Andrés Rodríguez  (guitarra)
- Teophilus Bejnamín ( guitarra)
- Anastasia Berdina ( guitarra)
- Pavel Korotkov (guitarra)

La lista sería extensa de todos los músicos que entregaron su arte interpretativo a un clásico de la música argentina.
- Datos: Q5859288